# DaxibotulinumtoxinA
 (janvier 2023).
DaxibotulinumtoxinA, vendu sous le nom de marque Daxxify, est un médicament utilisé pour améliorer l'apparence des rides entre les sourcils.
Il peut également être administré pour la dystonie cervicale. Il est administré par injection dans le muscle. Les effets peuvent durer jusqu'à 6 mois.
Les effets secondaires les plus courants comprennent les maux de tête, la chute de la paupière supérieure et la difficulté à bouger le visage. D'autres effets secondaires peuvent inclure des problèmes de déglutition ou de respiration. C'est une toxine botulique A qui inhibe la libération d'acétylcholine et est un agent bloquant neuromusculaire.
DaxibotulinumtoxinA a été approuvé pour un usage médical aux États-Unis en 2022. C'est un concurrent commercial du Botox.